# A. J. Dittenhofer Warehouse
L'AJ Dittenhofer Warehouse est un bâtiment en fonte (cast-iron building) de cinq étages conçu par Thomas R. Jackson (en) en 1870, situé au 427-429 Broadway dans le quartier de SoHo, à Manhattan. Le bâtiment a été converti en lofts résidentiels en 2000 par l'architecte Joseph Pell Lombardi. 

## Galerie

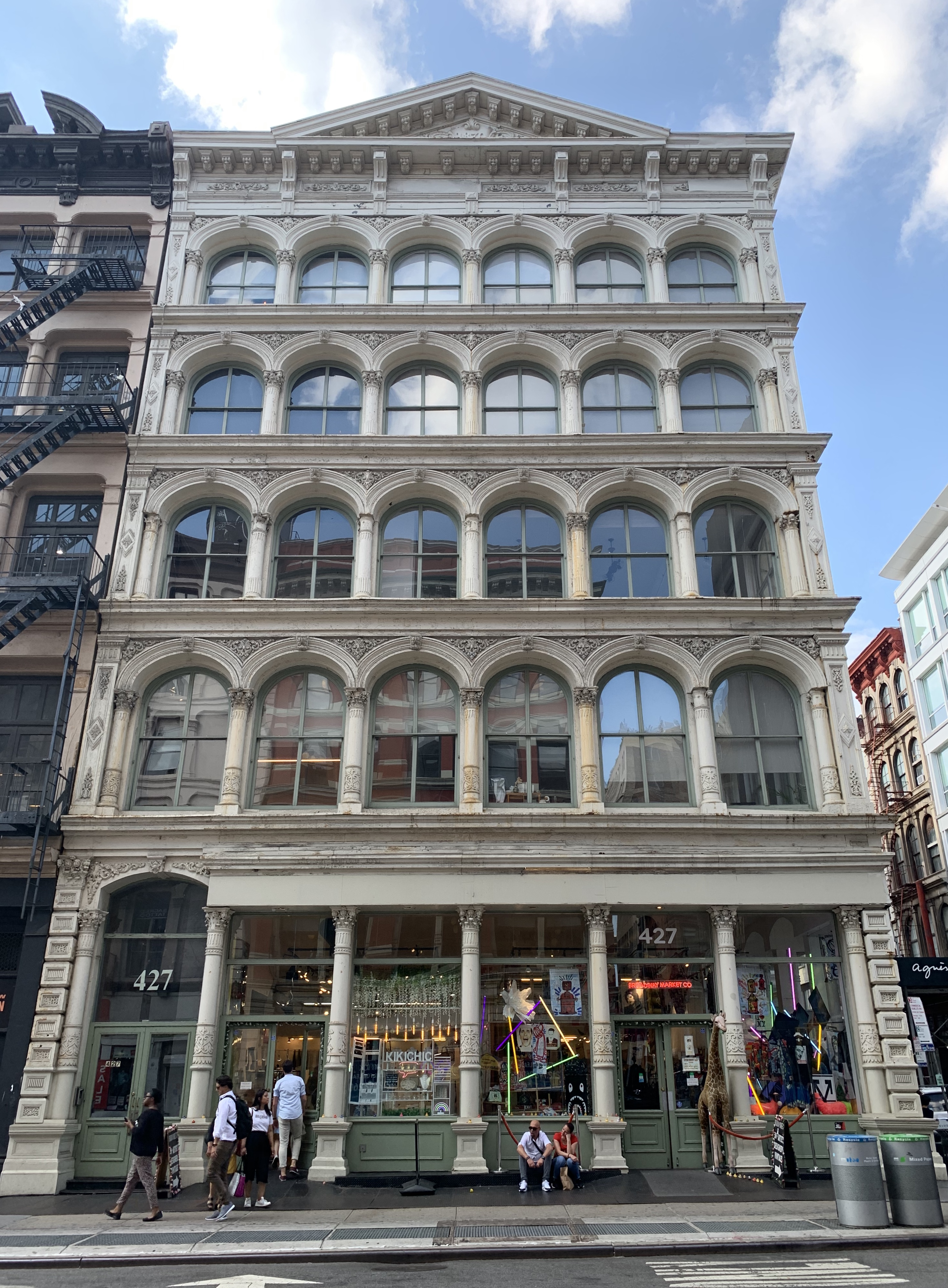
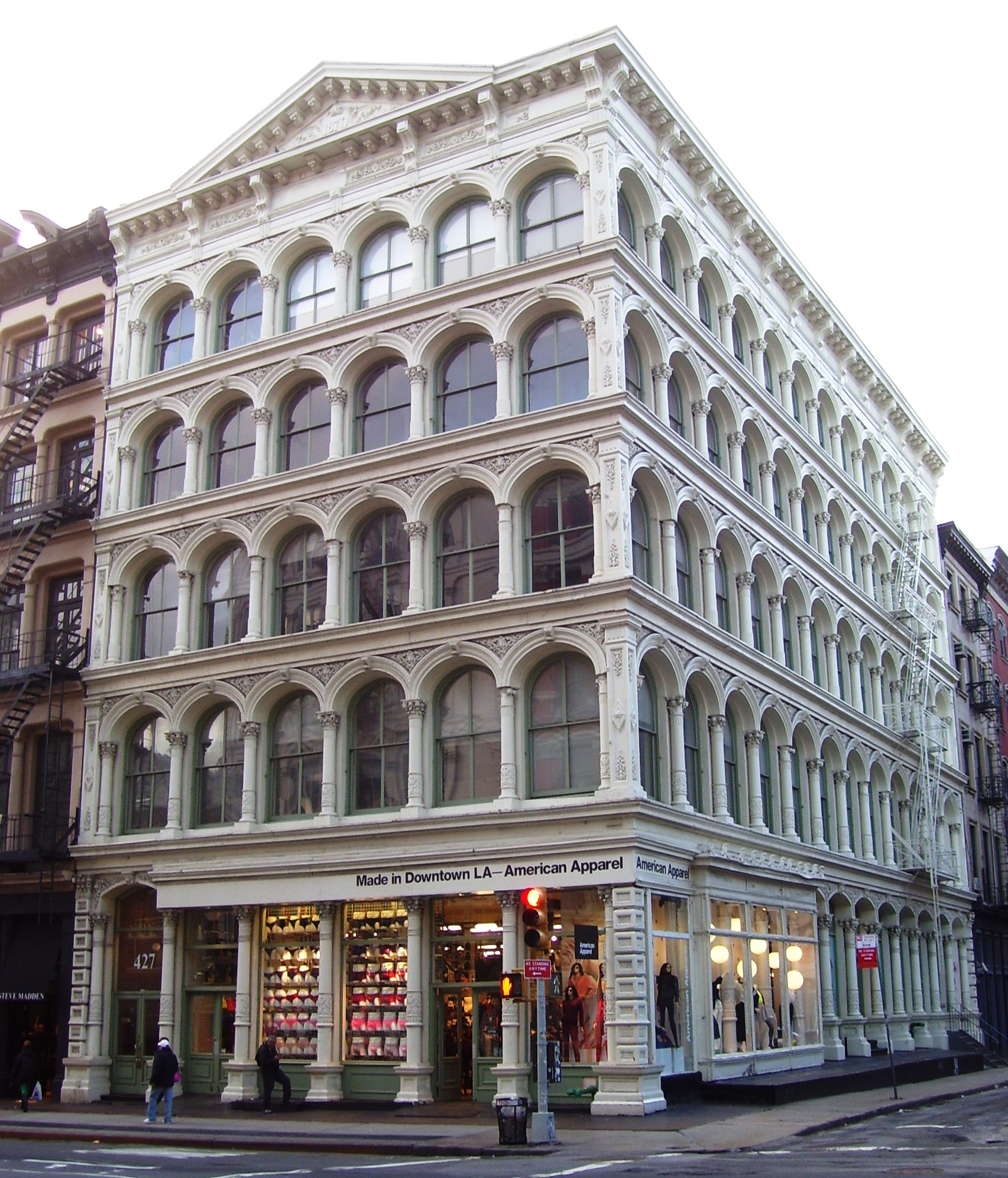